# TOKYO SMARTCAST
TOKYO SMARTCAST株式会社（とうきょうスマートキャスト）は、かつて存在したマルチメディア放送i-dioの番組供給事業者（コンテンツプロバイダー）である。略称はTS。

## 概要
2015年（平成27年）地上アナログテレビ放送停波後のVHF-Low帯（90-108MHz）を利用するi-dioに番組供給するため、エフエム東京などの出資により設立した。
2016年（平成28年）i-dioサービス開始にあわせTS ONEの放送を開始した。
2018年（平成30年）には、中国語放送八六東京チャンネルの放送を開始した。
しかし、i-dioは事業不振に陥り、エフエム東京社長がTSを連結対象から外す株取引を行ったことを2019年（平成31年）3月期の監査で指摘された。
2019年（令和元年）6月のエフエム東京株主総会では取締役11人のうち、会長や社長をはじめ7人が更迭。8月に第三者委員会の調査報告により粉飾決算とされ、i-dioの事業継続のため増資に応じる企業も現れなかった。
TSは9月末に全放送を終了、10月に解散した。
エフエム東京も12月にi-dioの事業継続を断念した。
2020年（令和2年）に東京地方裁判所が特別清算の開始を決定した。負債総額は約6億4900万円（2019年3月末時点）。
年内に特別清算は終結した。

## 主要株主
- エフエム東京
- ジグノシステムジャパン
- フェイス
- エムエムアイ
- オニオン
- ポールトゥウィン・ピットクルーホールディングス
- 日本電気
- PCIソリューションズ
- ビーイング
- オリコン
- エヌケービー

2019年6月28日現在

## 事業収支
決算公告から抜粋。
| 年度       | 資産    | 負債    | 資本金  | 資本準備金 | 累積損失  | 出典          |
| ---------- | ------- | ------- | ------- | ---------- | --------- | ------------- |
| 平成27年度 | 481,792 | 28,190  | 250,000 | 250,000    | 46,398    | 第3期決算公告 |
| 平成28年度 | 392,586 | 172,574 | 220,012 | 325,000    | 429,987   | 第4期決算公告 |
| 平成29年度 | 238,744 | 394,995 | 355,000 | 355,000    | 866,250   | 第5期決算公告 |
| 平成30年度 | 197,881 | 649,699 | 355,000 | 355,000    | 1,161,287 | 第6期決算公告 |
| 単位は千円 |         |         |         |            |           |               |

## チャンネル
TS ONE
i-dioの基幹チャンネル、「新たな音楽との出会いを、最高音質で提供する」がコンセプト
- 代表的な番組
  - PREMIUM ONE
  - HITS ONE
  - Rockwell Sirkus
  - COTTON CLUB MUSIC TREE

八六東京チャンネル
中国からのインバウンド需要を見込んだ中国語放送

## 沿革
2015年（平成27年）
- 1月23日 - 設立[7]

2016年（平成28年）
- 3月1日 - i-dioサービス開始にあわせTS ONEの放送を開始[8]

2018年（平成30年）
- 2月12日 - 八六東京チャンネル放送開始[9]

2019年（令和元年）
- 6月30日 - 八六東京チャンネル放送終了[10]
- 9月30日 - TS ONE放送終了[11]
- 10月7日 - 株主総会で解散を決議[12]
- 12月25日 - ジャパンマルチメディア放送が2020年3月31日をもってi-dioを終了と発表[13]

2020年（令和2年）
- 2月27日 - 特別清算開始の決定[14]
- 8月18日 - 特別清算終結[15]
- 9月15日 - 清算結了により登記閉鎖[16]、法人格消滅